# لوئیجی آپولونی
لوئیجی آپولونی (به ایتالیایی: Luigi Apolloni) بازیکن فوتبال و مدافع اهل ایتالیا است که از سال ۱۹۹۴ میلادی عضو تیم ملی فوتبال ایتالیا بوده و در ۱۵ بازی ملی حضور داشته‌است. او در بازی‌های ملی‌اش ۱ گل به ثمر رساند.
لویجی آپولونی آخرین بازی ملی خود را در سال ۱۹۹۶ میلادی انجام داد.